# Frederick C. Beiser
Frederick Charles Beiser  (27 de noviembre de 1949) es un filósofo estadounidense y profesor de filosofía en la Universidad de Siracusa. Sus estudios se han centrado en el idealismo alemán, también ha escrito sobre los románticos alemanes y la filosofía británica del siglo XIX. Recibió una beca Guggenheim por su investigación en 1994, y fue galardonado con la Orden del Mérito de la República Federal de Alemania en 2015.

## Biografía
Beiser nació el 27 de noviembre de 1949 en Pittsburgh, Pensilvania. Logró en 1971 una licenciatura del Shimer College, una universidad de Great Books ubicada en Mount Carroll, Illinois.  Luego estudió en el Oriel College de la Universidad de Oxford, donde recibió una licenciatura en filosofía, política y economía en 1974. Posteriormente estudió en la Escuela de Economía y Ciencias Políticas de Londres de 1974 a 1975. Obtuvo su título de Doctor en Filosofía (DPhil) en el Wolfson College, Oxford, en 1980, bajo la dirección de Charles Taylor e Isaiah Berlin. Su tesis doctoral se tituló El espíritu de la fenomenología: la resurrección hegeliana de la metafísica en la Phänomenologie des Geistes (The Spirit of the Phenomenology: Hegel's Resurrection of Metaphysics in the Phänomenologie des Geistes).
Después de doctorarse en1980, Beiser se mudó a Alemania Occidental, donde fue becario de investigación Thyssen en la Universidad Libre de Berlín. Regresó a los Estados Unidos cuatro años después. Se unió a la facultad de la Universidad de Pensilvania en 1984, donde permaneció hasta 1985. Luego pasó las primaveras de 1986 y 1987 en la Universidad de Wisconsin-Madison y la Universidad de Colorado Boulder, respectivamente.
En 1987, Beiser publicó su primer libro, The Fate of Reason: German Philosophy from Kant to Fichte (Harvard University Press). En la obra, buscó reconstruir el trasfondo del idealismo alemán a través de la descripción de la historia de la controversia sobre Spinoza o el panteísmo. En el libro le proporcionó la atención debida a muchas figuras, cuya importancia apenas habían reconocido los filósofos de habla inglesa. La obra ganó el premio Thomas J. Wilson Memorial al mejor primer libro. Desde entonces, ha editado dos antologías de la Universidad de Cambridge sobre Hegel, The Cambridge Companion to Hegel (1993) y The Cambridge Companion to Hegel and Nineteenth-Century Philosophy (2008), y ha escrito varios libros sobre filosofía alemana y la Ilustración inglesa. También editó The Early Political Writings of the German Romantics (Cambridge University Press) en 1996.
En 1988, Beiser se mudó nuevamente a Alemania Occidental, donde fue becario de investigación Humboldt en la Universidad Libre de Berlín. Regresó a Estados Unidos en 1990 para ocupar una cátedra en la Universidad de Indiana en Bloomington, donde permaneció hasta 2001. Durante su estancia en Indiana, pasó tiempo enseñando en la Universidad de Yale. Se unió a la Universidad de Syracuse en 2001, donde permanece hasta 2017. También enseñó en la Universidad de Harvard durante la primavera de 2002.
Beiser se destaca entre los académicos de habla inglesa por su defensa de los aspectos metafísicos del idealismo alemán (por ejemplo, Naturphilosophie), tanto en su centralidad para cualquier comprensión histórica del idealismo alemán, como en su continua relevancia para la filosofía contemporánea.

## Obras

### Monografías
- The Fate of Reason: German Philosophy from Kant to Fichte. Harvard University Press. 1987.
- Enlightenment, Revolution, and Romanticism: The Genesis of Modern German Political Thought, 1790–1800. Harvard University Press. 1992.
- The Sovereignty of Reason: The Defense of Rationality in Early English Enlightenment. Princeton University Press. 1996.
- German Idealism: The Struggle Against Subjectivism, 1781–1801. Harvard University Press. 2002.
- The Romantic Imperative: The Concept of Early German Romanticism. Harvard University Press. 2004.
- Schiller as Philosopher: A Re-Examination. Oxford University Press. 2005.
- Hegel. Routledge. 2005.
- Diotima's Children: German Aesthetic Rationalism from Leibniz to Lessing. Oxford University Press. 2009.
- The German Historicist Tradition. Oxford University Press. 2011.
- Late German Idealism: Trendelenburg and Lotze. Oxford University Press. 2013.
- After Hegel: German Philosophy, 1840–1900. Princeton University Press. 2014.
- The Genesis of Neo-Kantianism, 1796–1880. Oxford University Press. 2014.
- Weltschmerz: Pessimism in German Philosophy, 1860–1900. Oxford University Press. 2016.
- Hermann Cohen: An Intellectual Biography. Oxford University Press. 2018.
- David Friedrich Strauß, Father of Unbelief: An Intellectual Biography.  Oxford University Press. 2020.
- Johann Friedrich Herbart: Grandfather of Analytic Philosophy.  Oxford University Press. 2022

### Libros
- The Cambridge Companion to Hegel. Cambridge University Press. 1996.
- The Early Political Writings of the German Romantics. Cambridge University Press. 1996.
- The Cambridge Companion to Hegel and Nineteenth-Century Philosophy. Cambridge University Press. 2008.